# Богдана Карадочева
 Богдана Иванова Карадочева-Димитрова е известна българска поп певица.

## Биография
Родена е на 19 юли 1949 г. в София. Нейният баща, търговецът Иван Карадочев, е убит в лагера „Слънчев бряг“ край Ловеч през 1960 г. 
Кариерата ѝ започва, когато е на 14 години. През 1965 г. става солистка на „Студио 5“. Същата година осъществява първия си концерт и първия си запис („Тази вечер аз съм хубава“). Талантът ѝ е признат и международният успех не закъснява: първа награда на Международния фестивал за забавна песен в Сочи, Русия (1967). Голямото ѝ признание идва на фестивала „Златният Орфей“ през 1969 г. За първи път Голямата награда в Международния конкурс за изпълнители е спечелена от българска певица, а председателят на журито Бруно Кокатрикс ѝ връчва и наградата на Асоциацията на френските музикални театри. По това време тя интерпретира по забележителен начин френски шансони и руски романси, изпълнява драматични концертни песни. В следващите години печели овациите на публиката на редица фестивали: рецитали на „Златният Орфей“ (1971), „Златният елен“ в Брашов, Румъния (1972), „Братиславска лира“, Чехия (1972); участие в гала-концерта на носителите на големи награди в Анверс, Белгия (1970). През 1970-те години пее с известни изпълнители, като К. Френсиз, Адамо, Жилбер Беко, Клиф Ричард, Шарл Азнавур, Жозефин Бекер; солистка е на известни оркестри като Биг бенда на Карел Влах (Чехословакия), на Паул Кун (Берлин), Всесъюзното радио с диригент Юрий Силантиев (Русия). Печели извънредната награда за най-добър изпълнител на фестивала в Касълбар, Ирландия и има най-голям принос за третото място на България в международната среща „Европа 71“ (участват и Паша Христова и Борис Гуджунов). Участва и в концерта на Емил Димитров в театър „Europien“ в Париж (1972) заедно с орк. "Балкантон" с дир. Димитър Ганев. Наградени песни в нейно изпълнение са „Земя звезда“, (м. Борис Карадимчев) – втора награда на „Златният Орфей“ (1977), „Сама с вятъра“ (м. Тончо Русев) – „Мелодия на годината“. Гастролирала е с концертни турнета във всички европейски страни, като Франция, Белгия, Австрия, скандинавските страни, както и Куба, Канада и Алжир. Има издадени малки плочи от фирмите „Pathe Marconi“ и „Philips“. През 1980-те години записва няколко хита заедно със съпруга си Стефан Димитров и група „Вариант Б“, прави дуети и с Васил Найденов. В началото на 1990-те участва на всички митинги на СДС, а песента „Дано“ се превръща в химн на надеждата. Голяма популярност има и „Молитва за България“, изпълнена заедно със Стефан Димитров и Васил Найденов.
Удостоена е с наградата „Най-български певец“ за 1998 г. от Сдружението за българска духовност.
От 1999 г. се изявява и като телевизионна водеща – на тв. програми „Зодиак“, на предаването „Почти полунощ е“, на което е водеща с Васил Найденов по NOVA. Най-известните ѝ песни са „Дано“ („Ако до всяко добро същество“), „Остаряваме бавно“, „Иване, Иване“, „Нова година“, „Безнадежден случай“, „Бермудски триъгълник“. Богдана Карадочева има и няколко дуета с Емил Димитров – „Има любов“ (1972), „Помниш ли ти“ (1973), „Пътека до теб“ (1973), „Ако някога“ (1979), както и
две песни, издадени на малка плоча в Ливан през 1972 г. ‎– „Sans amour il N'Y a pas de fleures“ и „Te souviens tu?“.
За нея пишат песни композитори като Зорница Попова, Тончо Русев, Найден Андреев, Морис Аладжем, Александър Йосифов, Александър Бръзицов и много други. Участва и в мюзикъла на Хачо Бояджиев „Телерезада“ (1974).
През 2018 г. е обявена за почетен гражданин на София.
През 2021 г. влиза в инициативния комитет, който издига Анастас Герджиков за президент на България 

## Дискография

### Малки плочи
| Година | Заглавие                               | Вид | Издател   | Каталожен номер |
| ------ | -------------------------------------- | --- | --------- | --------------- |
| 1969   | „Богдана“                              | SP  | Балкантон | ВТМ 6183        |
| 1972   | „Emil et Bogdana“ – издадена в Ливан   | SP  | Orfeus    | SAB 201         |
| 1973   | „Богдана“                              | SP  | Балкантон | ВТК 3040        |
| 1974   | „На всеки километър“                   | SP  | Балкантон | ВТМ 6530        |
| 1974   | „Богдана Карадочева и Стефан Данаилов“ | SP  | Балкантон | ВТК 3064        |
| 1975   | „Богдана“                              | SP  | Балкантон | ВТК 3228        |
| 1980   | „Приказка за Боженци“                  | SP  | Балкантон | ВТК 3526        |

### Студийни албуми
| Година | Албум                     | Вид | Издател       | Каталожен номер |
| ------ | ------------------------- | --- | ------------- | --------------- |
| 1972   | „Богдана“                 | LP  | Балкантон     | ВТА 1462        |
| 1976   | „Богдана Карадочева“      | LP  | Балкантон     | ВТА 1941        |
| 1978   | „Любов“                   | LP  | Балкантон     | ВТА 10145       |
| 1980   | „Богдана“                 | LP  | Балкантон     | ВТА 10726       |
| 1982   | „Безнадежден случай“      | LP  | Балкантон     | ВТА 10973       |
| 1984   | „Бермудски триъгълник“    | LP  | Балкантон     | ВТА 11357       |
| 1986   | „Богдана“                 | LP  | Балкантон     | ВТА 11851       |
| 1988   | „Само за жени“            | LP  | Балкантон     | ВТА 12254       |
| 1994   | „Чифт обувки“             | MC  | Stars records |                 |
| 2001   | „Самотен ловец е сърцето“ | CD  | Stefkos Music | SM0105034       |

### Компилации
| Година | Албум                   | Вид     | Издател       | Каталожен номер        |
| ------ | ----------------------- | ------- | ------------- | ---------------------- |
| 1992   | „Богдана. Най-хубавото“ | MC      | Мега музика   |                        |
| 1996   | „Моите песни“           | MC и CD | Мега музика   | MC: 100 10, CD: 20 008 |
| 2006   | „Златна колекция“       | 2 CD    | Stars records |                        |